# Estanislao García Monfort
Estanislao García Monfort (Utiel, 1844 - Múrcia, 1907) fou un advocat i polític valencià, diputat a les Corts Espanyoles durant la restauració borbònica.

## Biografia
Es llicencià en dret i en filosofia i lletres a la Universitat de València, on fou deixeble d'Eduardo Pérez Pujol. Ingressà en política de la mà de Josep Peris i Valero, president de la Junta Revolucionària de València durant la revolució de 1868, i fou membre de la Diputació de València pel Partit Progressista pel districte de Torrent el 1870. Amb aquest mateix partit fou elegit diputat pel districte d'Enguera a les eleccions generals espanyoles d'agost de 1872, i després del cop d'estat del general Pavía (1874) fou nomenat president de la Diputació valenciana, càrrec que va ocupar fins a la restauració borbònica.
Deixà la política electoral, encara que es va vincular al Partit Democràtic-Progressista i va exercir d'advocat, i el 1884 fou elegit degà del Col·legi d'Advocats de València. El 1882, alhora, va promoure un sindicat de gremis agraris i comercials contrari a la reforma de Camacho, raó per la qual fou dissolta. El 1883 fou president de la Societat Abolicionista de l'Esclavatge, i també presidí la Cambra de Comerç i l'Ateneu Mercantil de València. El 1888 va trencar definitivament amb els republicans de Manuel Ruiz Zorrilla i ingressà en el Partit Liberal Fusionista, amb el que fou elegit diputat a les eleccions generals espanyoles de 1891 i 1893 en representació de la Cambra de Comerç, i en representació del districte d'Alzira a les eleccions generals espanyoles de 1898 i 1901. Mercè la seva amistat amb Práxedes Mateo Sagasta fou nomenat Director General del Deute sota el ministeri de Joaquín López Puigcerver, i ambdós foren els responsables d'eixugar el fort deute adquirit pel govern espanyol durant la Guerra de Cuba.